# Ošťovice
Ošťovice je malá vesnice v okrese Mladá Boleslav, je část města Dolní Bousov. Nachází se tři kilometry severně od Dolního Bousova, v katastrálním území Horní Bousov. Vesnicí protéká Klenice.

## Historie
První písemná zmínka o vesnici pochází z roku 1542.

## Pamětihodnosti
- polychromovaný pískovcový krucifix (na návsi; kulturní památka ČR)
- údolí říčky Klenice s rybníky Šlejferna a Buškovským
- Buškovský mlýn
- kovový kříž s pískovcovým soklem u křižovatky polní cesty do Přepeř a silnice do Dobšína (na okraji katastru)
- vyhlídkové místo v poloze U Hájku, při autobusové zastávce Přepeře, odb. Střehom (na okraji katastru)

## Fotogalerie

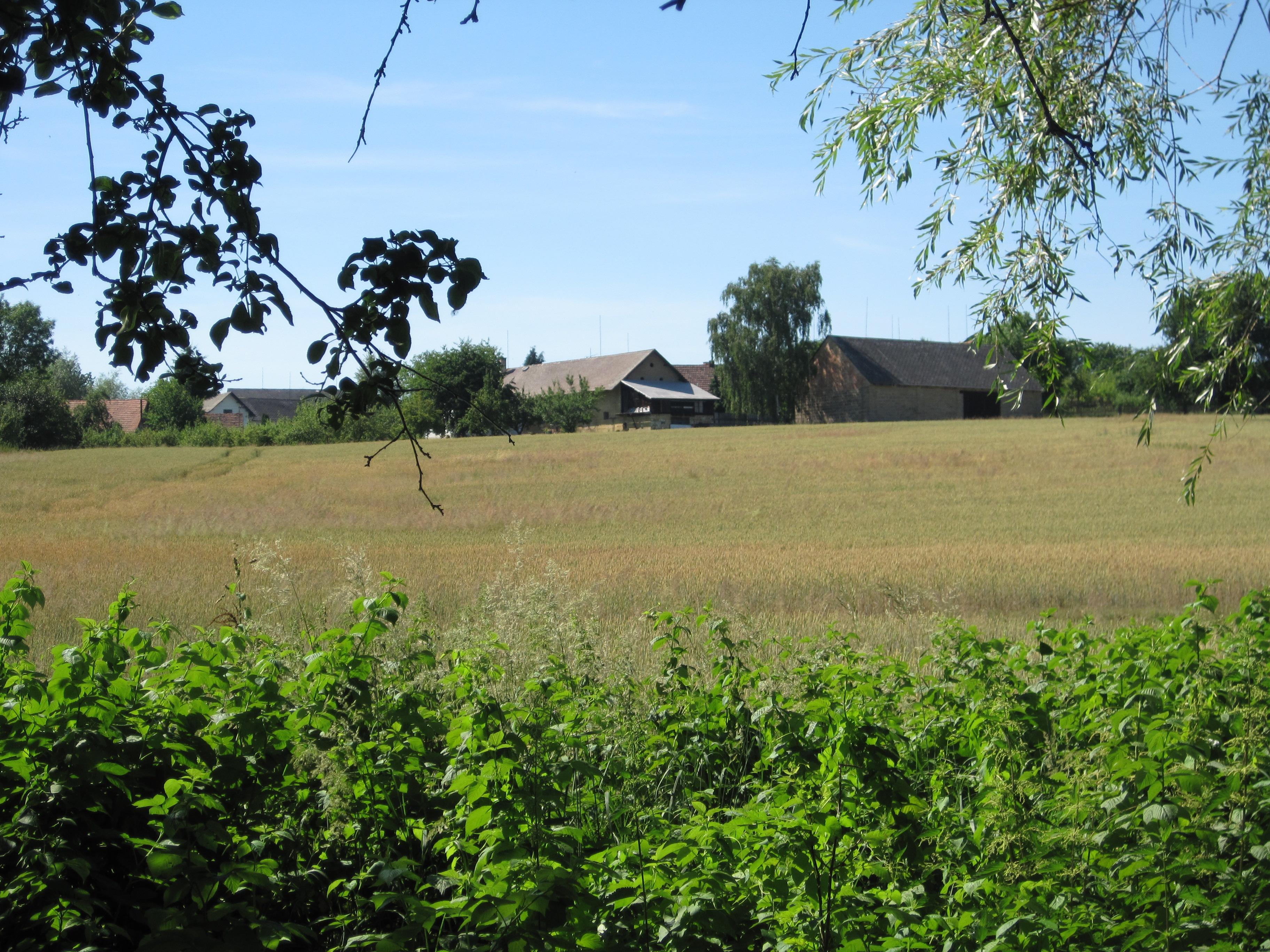
Pohled na ves od rybníků v údolí Klenice
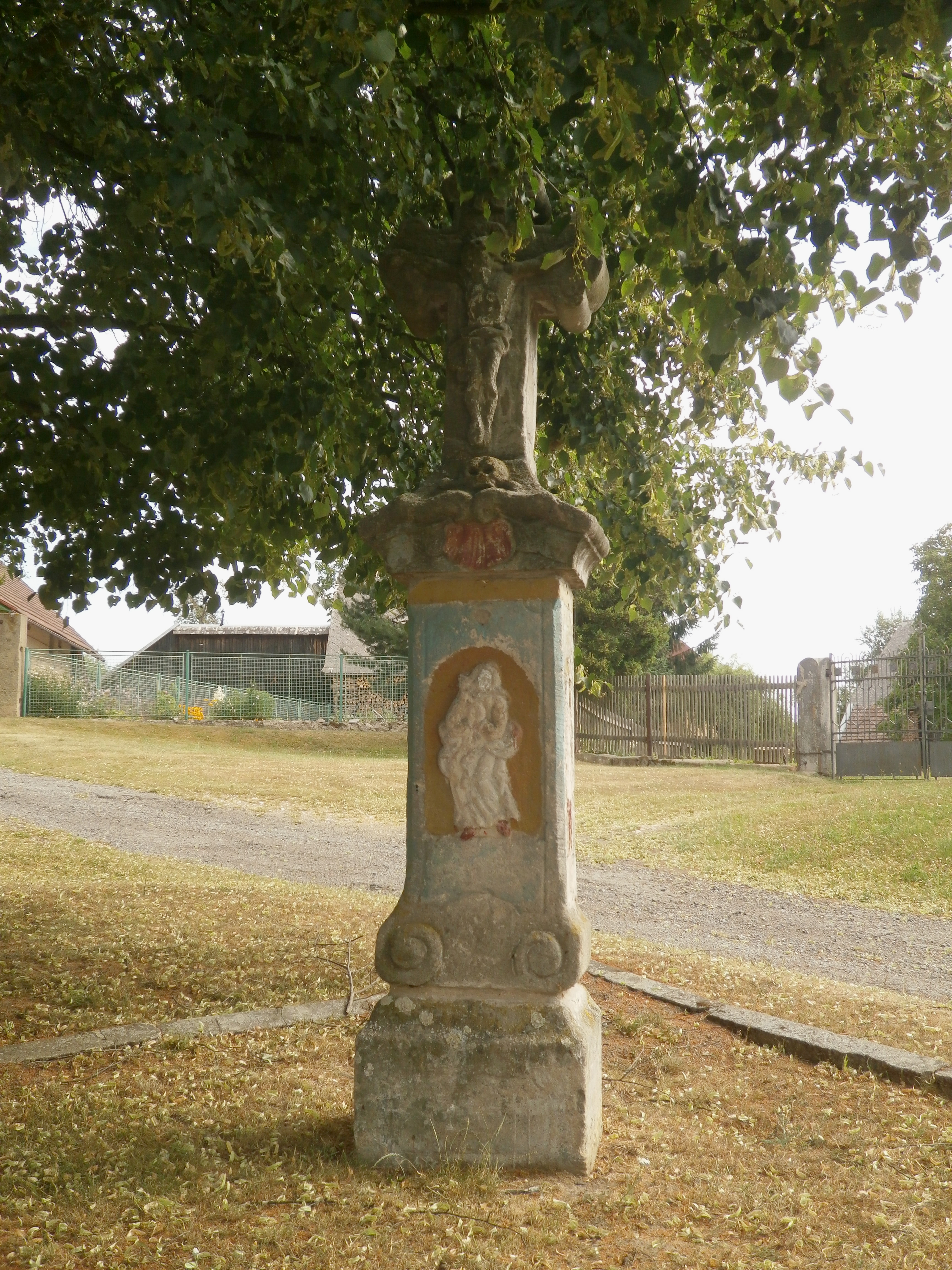
Krucifix na návsi
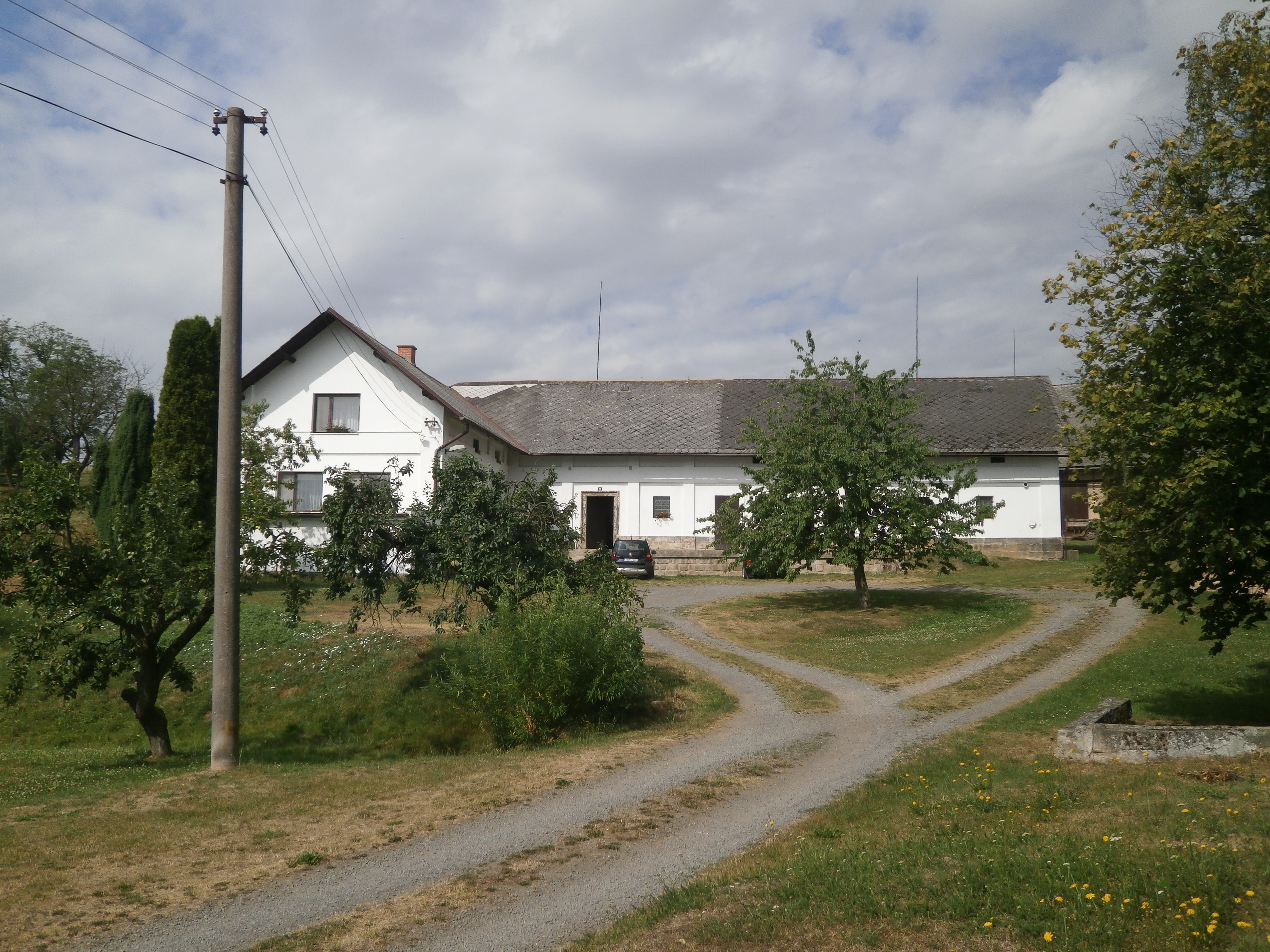
Jedna z chalup ve vsi
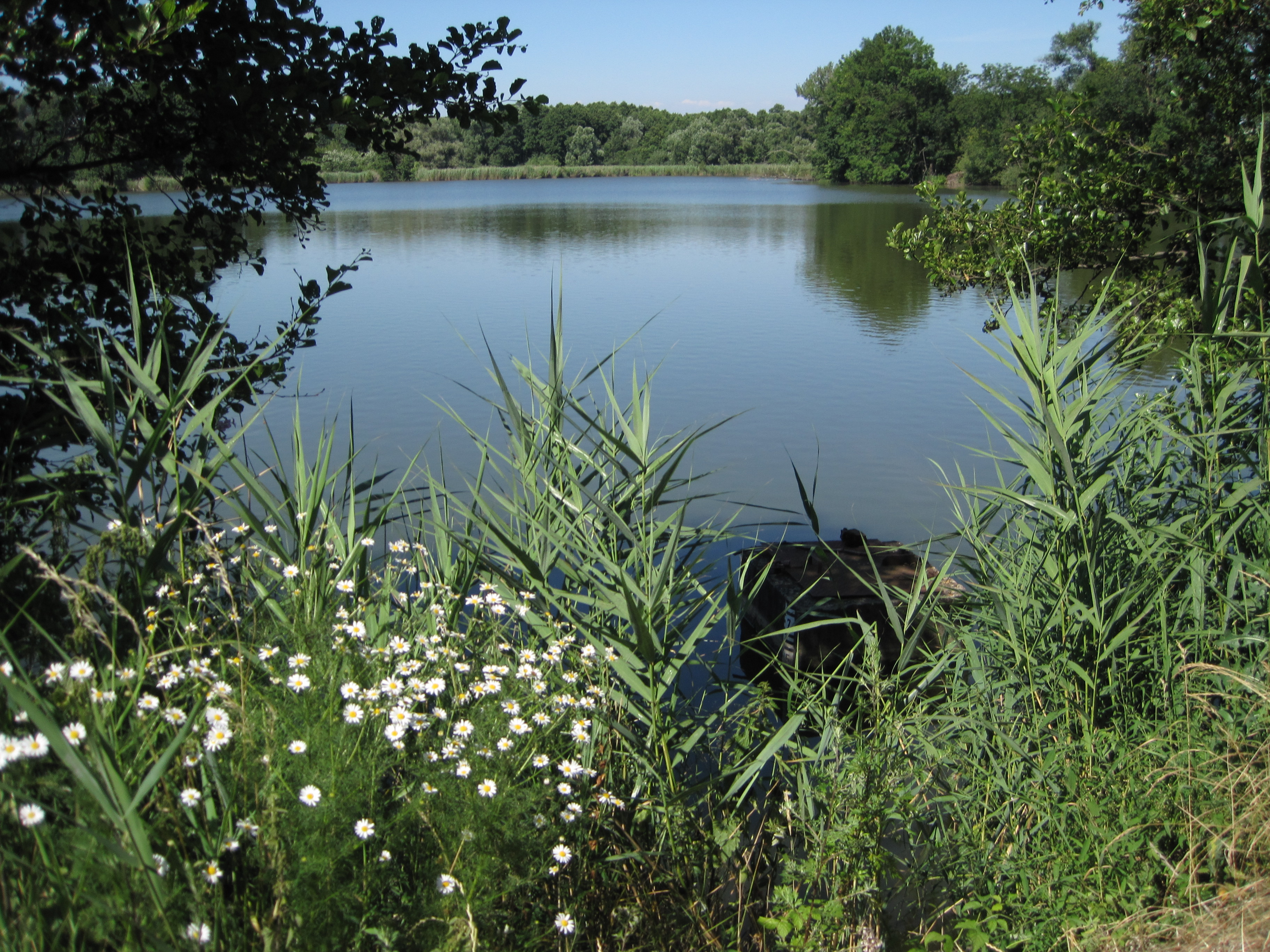
Rybník Šlajferna